# Dorfkirche Storbeck

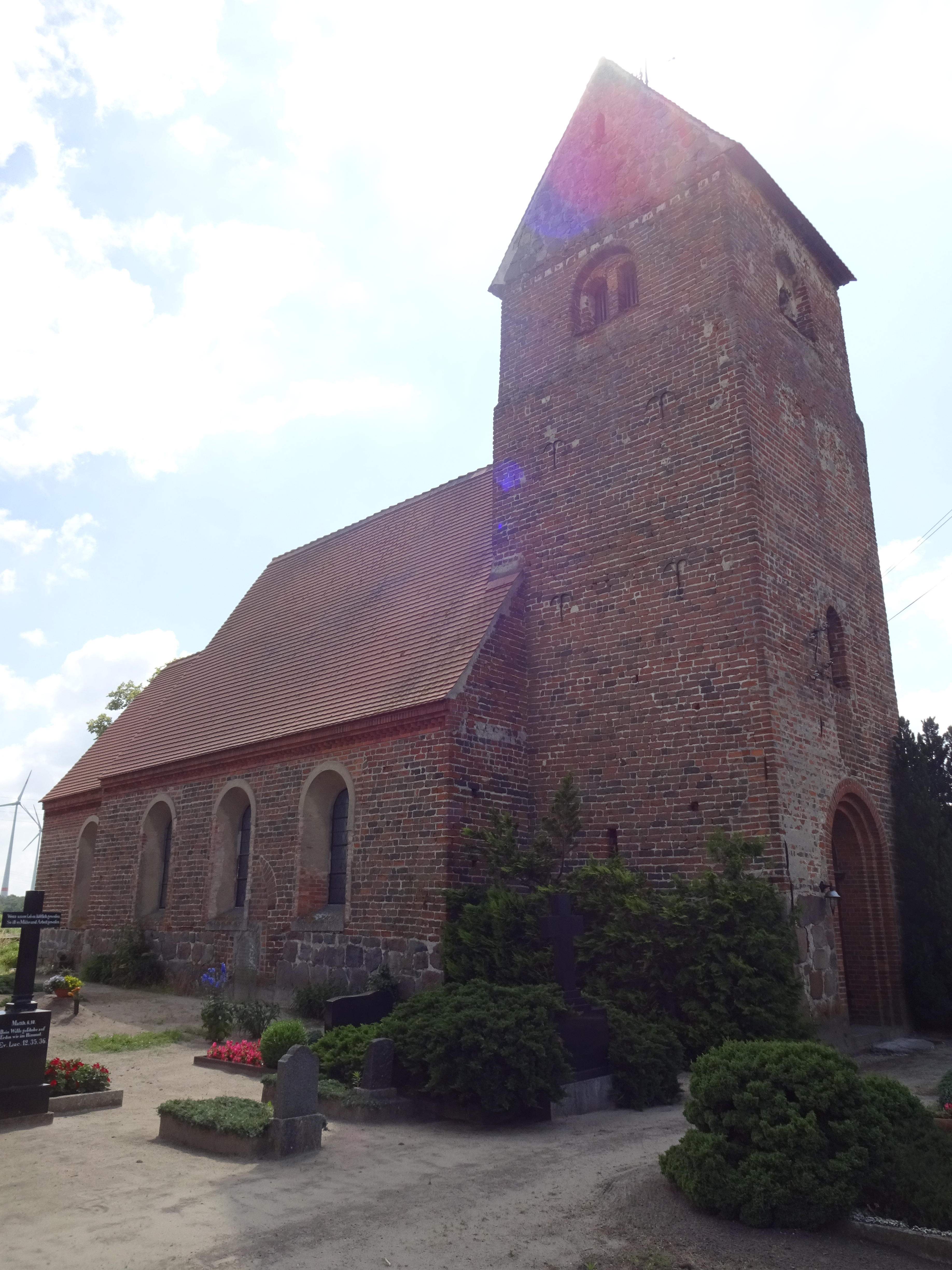
Dorfkirche Storbeck

Die evangelische Dorfkirche Storbeck ist eine spätromanische Saalkirche im Ortsteil Storbeck von Osterburg (Altmark) im Landkreis Stendal in Sachsen-Anhalt. Sie gehört zum Pfarrbereich Bismark im Kirchenkreis Stendal der Evangelischen Kirche in Mitteldeutschland.

## Geschichte und Architektur
Die spätromanische Dorfkirche aus der Zeit um 1200 ist als Backsteinbauwerk mit Feldsteinfundament ausgeführt und besteht aus dem quadratischen, eingezogenen Westturm, dem rechteckigen Saal und dem eingezogenen, quadratischen Chor. Am Turm sind die gut erhaltenen, gekuppelten, rundbogigen Schallöffnungen und der unter den Feldsteingiebeln angeordnete Konsolenfries mit Zahnschnitt zu beachten. Der Ostgiebel ist schlicht und mit einem breiten Zahnschnittfries gegliedert. Im Jahr 1891 wurden das Schiff und der Chor erhöht, die Fenster verändert und die alten Portale vermauert. Im Jahr 1999 erfolgte eine Restaurierung. Im Nordportal ist ein Grabstein des Pfarrers Johann Weidemann aus dem Jahre 1728 eingemauert. Das Innere ist flachgedeckt und wurde um 1959 renoviert.

## Ausstattung
Das Hauptstück der Ausstattung ist ein zweigeschossiger barocker Altaraufsatz aus dem Jahr 1712, der Bilder der Kreuzigung und der Auferstehung flankiert von markanten, gewundenen Säulen aufweist. Der Altar wurde vom Havelberger Domherren Andreas Achaz von Bismarck gestiftet, dem Bruder des Gutsherren auf Krevese. Die stark stilisierten, weit ausladenden Akanthuswangen lassen auf den Künstler schließen, der auch den etwa gleichzeitig entstandenen Kanzelaltar in Gladigau, den Altaraufsatz und die Kanzel in Stapel und den Rahmen des Altarbilds in Wollenrade geschaffen hat. Zur selben Zeit und vom gleichen Künstler wie beim Altar wurde auch die hölzerne Kanzel gearbeitet, die in den Brüstungsfeldern Christus und die Evangelisten zeigt. Die achteckige kelchförmige Taufe aus Sandstein von 1520 zeigt an einer Seite des Taufkessels einen Johanneskopf als Relief. Zwei spätgotische Schnitzfiguren vom Ende des 15. Jahrhunderts stellen die Muttergottes auf der Mondsichel und die Maria einer Verkündigung dar.

### Glocken
Im Glockenstuhl von 1827 hängt nur noch eine tulpenförmige Bronzeglocke von 1836. Sie trägt an der Flanke eine Inschrift in römischer Kapitale.

„Zur Andacht zum herzinnigen Vereine, versammle ich die liebende Gemeine. Gegossen von C. G. G. Becker in Halle 1836. Hauptmannin W. v. Bismarck. Patronin. I.F.G. Christiani, Pastor. H. Seefloth und E. Oesemann, Kirchenvorsteher“

Die Patronin war Wilhelmine von Bismark aus Döbbelin, die Witwe eines Hauptmanns. 1819–1836 gehörte die Kirche zur Pfarrei Flessau, daher ist der genannte Pfarrer Johann Friedrich Gottlob Christiani aus Flessau.
Die zweite Bronzeglocke wurde im Ersten Weltkrieg eingeschmolzen. Sie trug die Inschrift „Ehre sei Gott in der Höhe“ und die Namen vom Pfarrer Müller und der Kirchenältesten Vinzelberg, Wichmann und Krüger, sowie die Notiz: „Umgegossen Schilling in Apolda 1906“.